# Blood and Truth
Blood and Truth est un jeu vidéo de tir à la première personne en réalité virtuelle développé par SIE London Studio et édité par Sony Interactive Entertainment, sorti en 2019 sur Playstation 4, via le PlayStation VR.

## Accueil
- Jeuxvideo.com : 16/20[1]